# Zachas
Zachas, aussi appelé Tzachas en grec byzantin Τζαχᾶς, Çaka Bey en turc (lire «Tchaka Bey» ) ou Émir Tchaka de Smyrne, est un émir turc seldjoukide qui a régné sur un État indépendant basé à Izmir. Il est mort en 1093.
Capturé par les Byzantins lors d'une de ses expéditions en Asie Mineure, Zachas apprend le grec en quelques mois. Devenu habitué du palais impérial, il est gratifié d’un titre de noblesse (protonobélissime). Pour s’emparer de l’Empire, il s’installe à Smyrne avec l’aide d’un armateur grec et constitue une flotte de guerre d’une centaine de bâtiments. Il occupe d’abord de nombreuses îles (dont Rhodes, Chios et Samos) et étend son autorité sur la côte égéenne. Il se proclame basileus et lance sa flotte à l’assaut de Constantinople à partir de 1090. Alexis Ier Comnène doit déployer d’énormes forces pour repousser ses attaques et détruire une partie de ses vaisseaux.
À la fin de l’année 1092, Zachas offre la main de sa fille au sultan de Rum Kılıç Arslan Ier, fils de Süleyman Ier Shah, jusque-là emprisonné par Malik Shah Ier, pour s’en faire un allié contre Byzance. L’année suivante, sur une suggestion d'Alexis Comnène, Kılıç Arslan invite son beau-père à un banquet à Abydos et le poignarde, semble-t-il de sa propre main. Le fils de Zachas lui succède. Il perd ses possessions au profit des croisés après la bataille de Dorylée en 1097.